# 头孢泊肟酯
头孢泊肟酯（英語：Cefpodoxime Proxetil），是一种第三代头孢菌素。
它对绝大多数的革兰氏阳性和革兰氏阴性的生物都有作用，除了绿脓杆菌、肠球菌和脆弱拟杆菌等例外。现在它在美国仍然在常规准备阶段，通常用于治疗急性中耳炎、咽炎、鼻窦炎和淋病。